# 大森秀臣
大森 秀臣（おおもり ひでとみ、1971年 - ）は、日本の法学者。岡山大学大学院社会文化科学研究科教授。博士（法学）。専門は法哲学。

## 人物
専門分野は法哲学（正義論）、研究領域は共和主義法理論。

## 略歴
- 1971年 - 東京都で生まれる
- 1995年3月 - 同志社大学法学部法律学科卒業
- 2000年3月 - 京都大学大学院法学研究科博士課程単位取得満期退学
- 2003年3月 - 京都大学より博士(法学)の学位を授与される[1]。
- 2004年4月 - 岡山大学法学部助教授
- 2006年4月 - 岡山大学大学院社会科学研究科助教授
- 2007年4月 - 岡山大学大学院社会科学研究科准教授
- 2010年4月-現在 - 岡山大学大学院社会文化科学研究科教授

## 研究業績
2019年4月時点
著書
- (共著)「法と政治のダイナミクス」平井亮輔・玉木秀敏・中山竜一・那須耕介編『レクチャー法哲学』第4部第3章 (法律文化社、2016年)
- (共著)「優しき巨人は自由侵害の夢を見るか?―共和主義対消極的自由論の新展開」平野仁彦・亀本洋・川濱昇編『現代法の変容』(有斐閣、2013年)
- (単著)『共和主義の法理論―公私分離から審議的デモクラシーへ』（勁草書房、2006年）

論文
- Hidetomi, Omori「Liberty and the Rule of Law in Two Strands of Republicanism」『Okayama Law Journal』第68巻第3-4号、岡山大学法学会、2019年3月、926-879頁、ISSN 0386-3050、CRID 1050282676656953344。
- 大森秀臣「レトリックと共和政 (一)」『岡山大學法學會雜誌』第66巻第2号、岡山大学法学会、2016年12月、425-464頁、ISSN 0386-3050、CRID 1050283688193626112。
- 大森秀臣「レトリックと共和政（二）」『岡山大學法學會雜誌』第67巻第2号、岡山大学法学会、2017年12月、229-277頁、ISSN 0386-3050、CRID 1050283687676040960。
- 大森秀臣「宗教を政治的に考える ― ドゥオーキンとヴィーロリの宗教観の比較を通して―」『岡山大學法學會雜誌』第65巻第1号、岡山大学法学会、2015年8月、1-60頁、ISSN 0386-3050、CRID 1050002212424507264。
- 大森秀臣「植松法理論が残した遺産と課題 ― レトリック法理論の新たな再生へ向けて―」『岡山大學法學會雜誌』第64巻第1号、岡山大学法学会、2014年9月、1-68頁、ISSN 0386-3050、CRID 1050283687312751360。
- Omori, H.「A Testing Ground to See Whether Pluralist or Not: Can Republicans Be Tamed?」『岡山大學法學會雜誌』第62巻第3号、岡山大学法学会、2013年2月、620-593頁、ISSN 0386-3050、CRID 1050565162652420992。
- 大森秀臣「マキァヴェッリは背徳の徒に微笑むか？ ―マウリツィオ・ヴィロリにおける徳の概念について（一）―」『岡山大學法學會雜誌』第58巻第1号、岡山大学法学会、2008年8月、83-105頁、ISSN 0386-3050、CRID 1050002212335785600。
- 大森秀臣「マキァヴェッリは背徳の徒に微笑むか？―マウリツィオ・ヴィロリにおける徳の概念について （ニ・完）―」『岡山大學法學會雜誌』第60巻第1号、岡山大学法学会、2010年8月、77-123頁、ISSN 0386-3050、CRID 1050002212787409664。
- 大森秀臣「バーリンの呪縛を超えて―ジャン＝ファビアン・スピッツにおける自由の概念―」『岡山大學法學會雜誌』第57巻第1号、岡山大学法学会、2007年9月、95-177頁、ISSN 0386-3050、CRID 1050565162289208320。
- 大森秀臣「法を支える政治、政治を律する法―マイケルマン＝ハーバーマス法理論をもとに―」『岡山大學法學會雜誌』第54巻第1号、岡山大学法学会、2004年9月、31-123頁、ISSN 0386-3050、CRID 1050002212486614272。
- 大森秀臣「法的枠組みの公共的正統性をめぐって」『法哲学年報』第2002巻、日本法哲学会、2003年、175-182頁、doi:10.11205/jalp1953.2002.175、ISSN 0387-2890、CRID 1390282680280414848。

翻訳
- キャス・R・サンスティーン「共和主義の復活を越えて」那須耕介編・監訳『熟議が壊れるとき 民主政と憲法解釈の統治理論』（勁草書房、2012年）（「紀伊國屋じんぶん大賞2012 読者とえらぶ人文書ベスト30」受賞）
- 大森秀臣訳、キャス・R・サンスティーン「共和主義の復活を越えて」森際康友・那須耕介編訳『ミニマリズムと熟議の憲法理論（仮題）』（勁草書房、2012年）
- 松葉祥一・大森秀臣・藤江成夫訳、ジャック・ランシエール「不和あるいは了解なき了解――政治の哲学は可能か」（インスクリプト、2005年）（大森担当箇所、1,2,5,6章（17-80、160-226頁））
- 松葉祥一・大森秀臣共訳、ジャック・ランシエール「文学の政治」（『月間百科』498号（2004年4月）（2-15頁）、499号（2004年5月）（48－54頁）、平凡社）

その他著書
- Can minimalism make the judiciary and the legislature cooperate? in Yasutomo Morigiwa and Hirohide Takikawa (eds.) Judicial Minimalism: For and Against, Proceedings of the 9th Kobe *Lectures. Tokyo, Naogoya, and Kyoto, June 2008 (ARSP Beiheft 132)(Franz Steiner Verlag, 2012)

学会報告
- 北京大学との研究交流10周年（平成24年3月16日於北京大学法学院）「価値多元主義の踏み絵―共和主義の分類について」'A Testing Ground to See Whether Pluralist or Not?:On the Classification of Republicanism'
- 国際シンポジウム報告：Can minimalism make the judiciary and the legislature cooperate? （2008年6月）
- 平成14年度日本法哲学会学術大会分科会報告「法的枠組みの公共的正統性をめぐって――共和主義的立憲主義の可能性と限界」（2002年11月）

その他
- 日本学術振興会科学研究費補助金・基盤研究(Ｃ)15K03082「共和主義思想におけるレトリックの意義の解明」
- 日本学術振興会科学研究費補助金・若手研究(Ｂ)19730004「共和主義法理念の現代的再構成」
- 日本学術振興会科学研究費補助金・若手研究(Ｂ)16730002「法的枠組みの公共的正統化理論の構築」
- 天野和夫賞(法の基礎理論研究部門)(2007年10月16日)
- (報告書):合意形成と自由-共和主義の視角から(賞罰):2007年度日本法哲学会奨励賞(2006年期著書部門)(2007年11月10日)